# Dungu

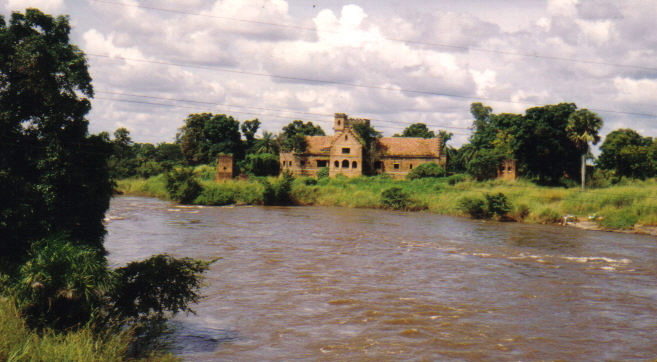
Château de Dungu, construit par un colon Belge, photo prise en 1986.

Dungu est une ville  chef-lieu de territoire de même nom Dungu dans la province du Haut-Uele en république démocratique du Congo. elle se divise en 3 commune principaux : Uye, Ngilima aussi appelé Dungu centre et Bamokandi Elle se situe en cheval des 2 rivières Dungu et Kibali, qui devient l’Uele. La végétation de Dungu est la savane boisée.

## Géographie
La ville est située sur la route RP 420 à 210 km au nord-est du chef-lieu provincial Isiro. C'est la ville principale du territoire de Dungu, on y trouve un hôpital général de référence qui abrite le siège de la zone de santé Du même nom, une université, un institut supérieur, une école d'infirmières, un lycée, un café Internet, un barrage hydroélectrique en lambeaux , et une cathédrale. Il abrite le siège du diocèse de Doruma-Dungu.

## Histoire
À la fin du XIXe siècle, Dungu se trouve sur la frontière mobile entre la zone d'influence de l'État indépendant du Congo et les territoires sous contrôle des mahdistes du Soudan et de leurs alliés, les marchands arabo-swahilis. En 1894 une incursion mahdiste est repoussée aux environs du poste fortifié de Dungu. L'année suivante le commandant belge Louis Napoléon Chaltin affronta et gagna contre 3 000 guerriers azande des sultans Mbili et Ndoruma. De Dungu, Chaltin bougea à la fin du 1896 vers l'enclave de Lado avec 7 autres officiers blancs, 700 soldats, 500 auxiliaires et un canon, en affrontant victorieusement 1 500 guerriers madhiste à Redjaf le 14 février 1897.
Cependant, l'avant-garde de la colonne de Francis Dhanis, avec trois bataillons de 1 000 hommes chacun commandés par Leroy, se révolta le 14 février 1897 au village de Dirfi, près de Dungu. Dix officiers et sous-officiers, dont Leroy, furent tués.
Robert Du Bourg de Bozas y meurt des fièvres le 24 décembre 1902.
Depuis le début des années 1990, les réfugiés soudanais de la deuxième guerre civile soudanaise se sont établis au nord de Dungu dans deux camps de réfugiés, Kaka I et Kaka II.
Le château de Dungu, au confluent de la Kibali et de la Dungu, a été bâti à la fin du XIXe siècle en pleine brousse en style médiéval, avec donjons, meurtrières, tours de guet, pont, mur d'enceinte, chemin de ronde. M. Schollaert un administrateur territorial belge au Congo, détourna une partie de fonds publics destinés à la construction d'un pont pour réaliser son rêve en bâtissant ce château sur le site d'un ancien fortin construit par le commandant Chaltin lors de la  campagne contre les madhistes, sur l'emplacement même de l'ancienne zeriba. En conséquence, Schollaert fut transféré vers un autre territoire. Le château est aujourd'hui en ruine.

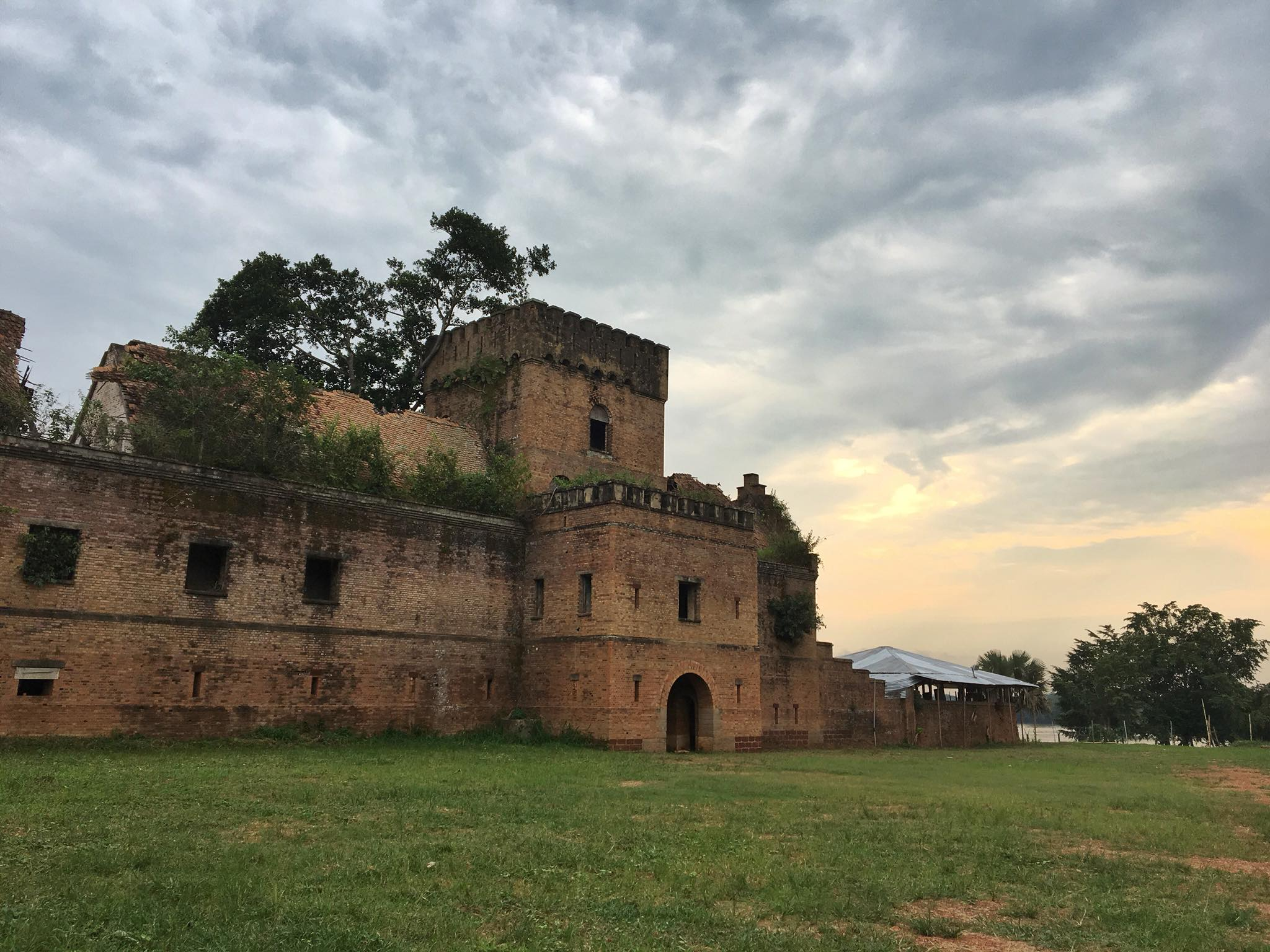
Chateau de Dungu
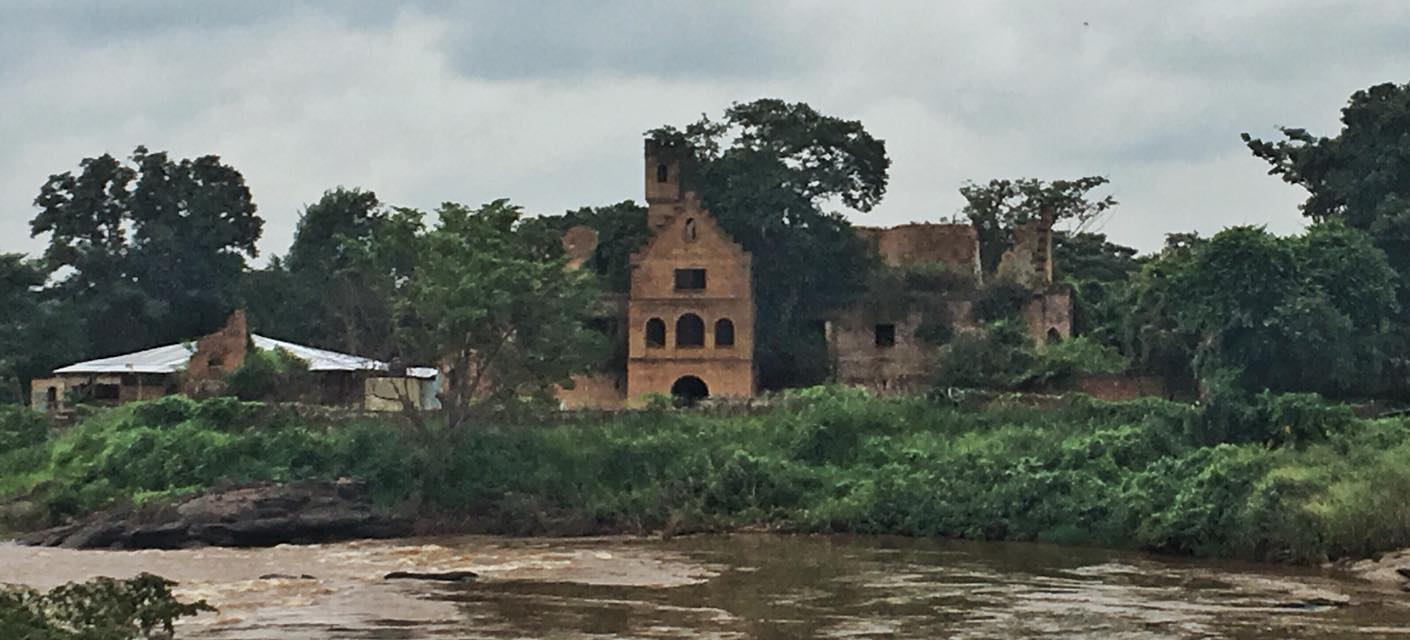
Chateau de Dungu vu de la rivière
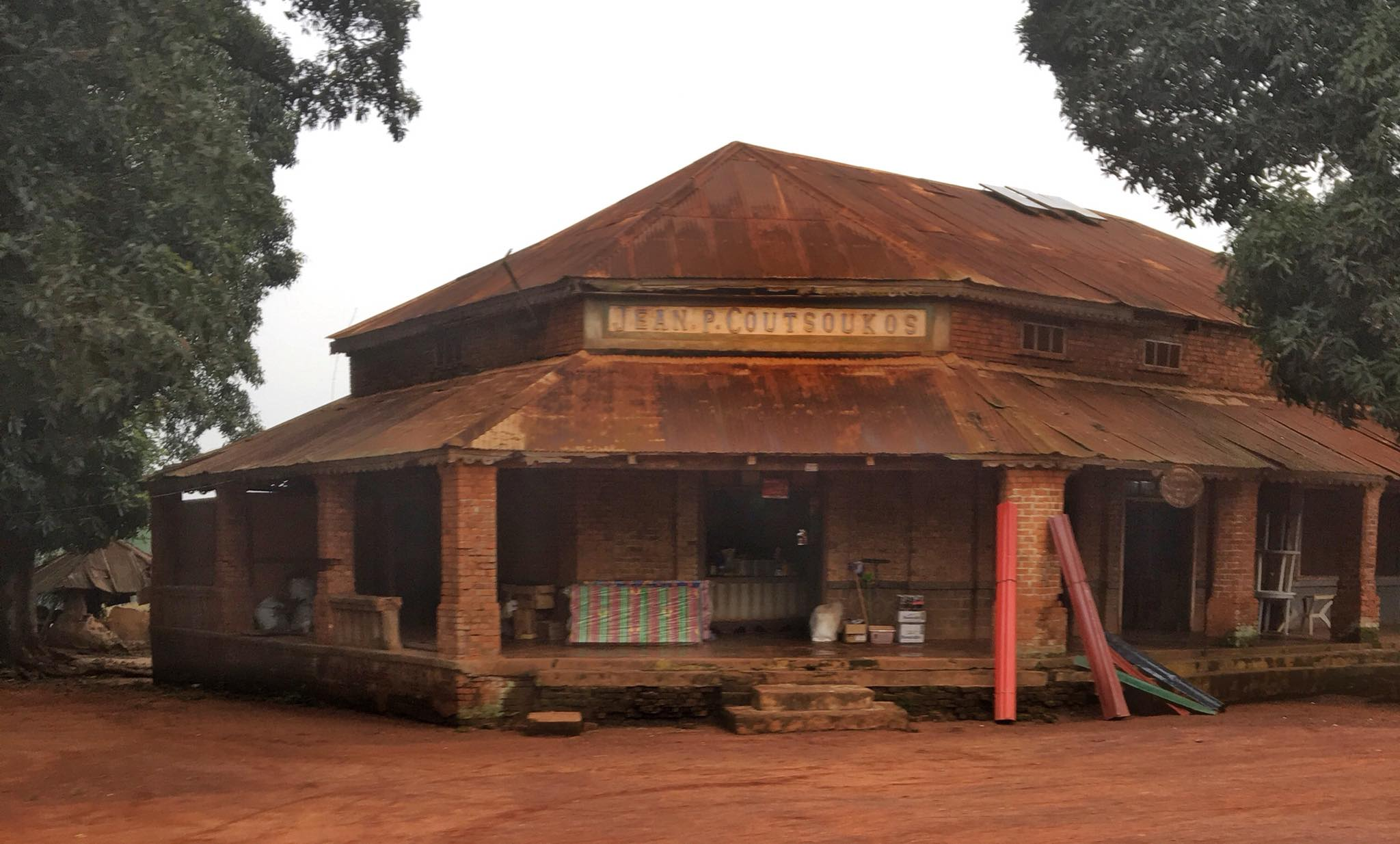
Ancien emporium grec
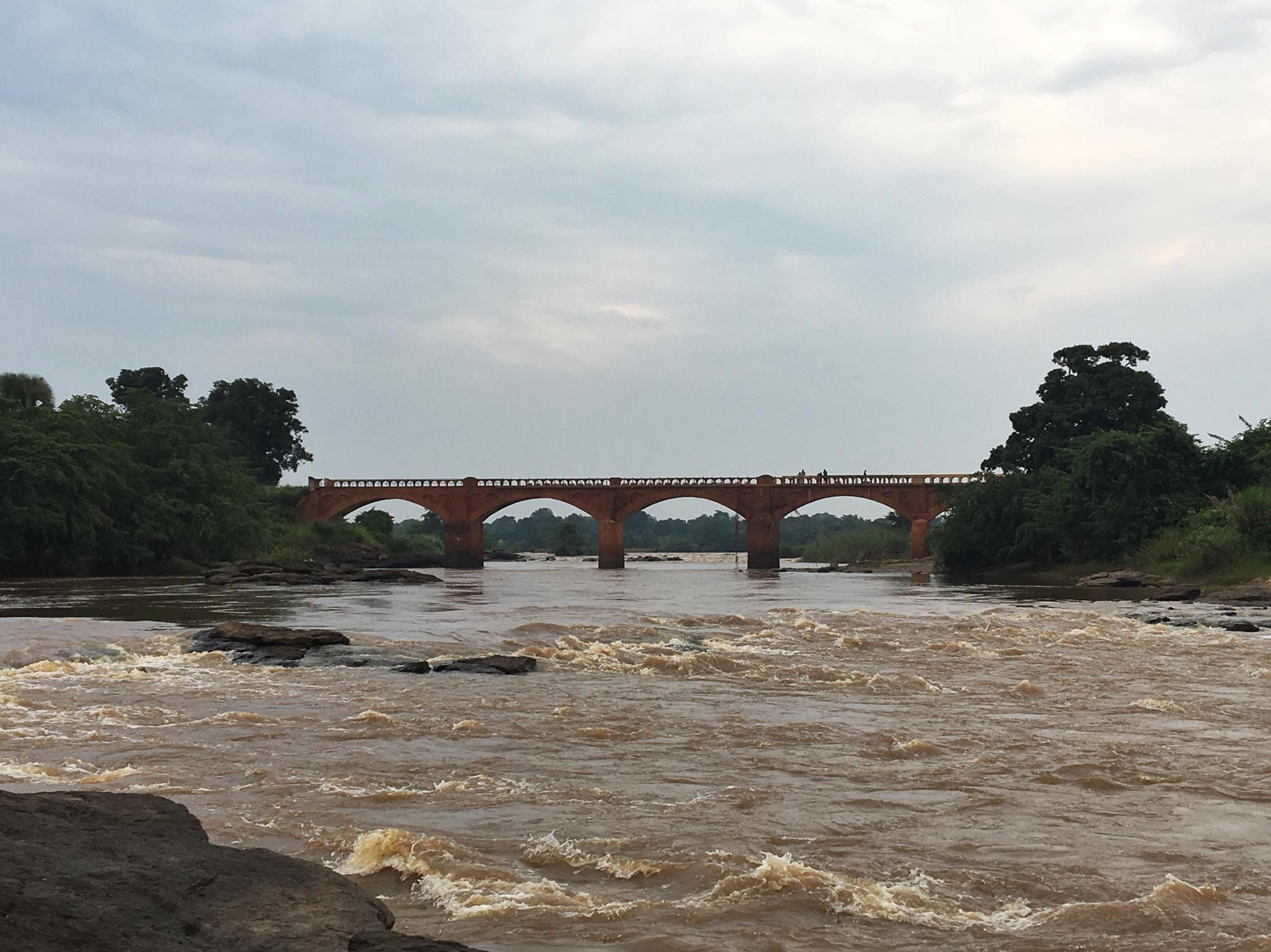
Pont sur la rivière Dungu
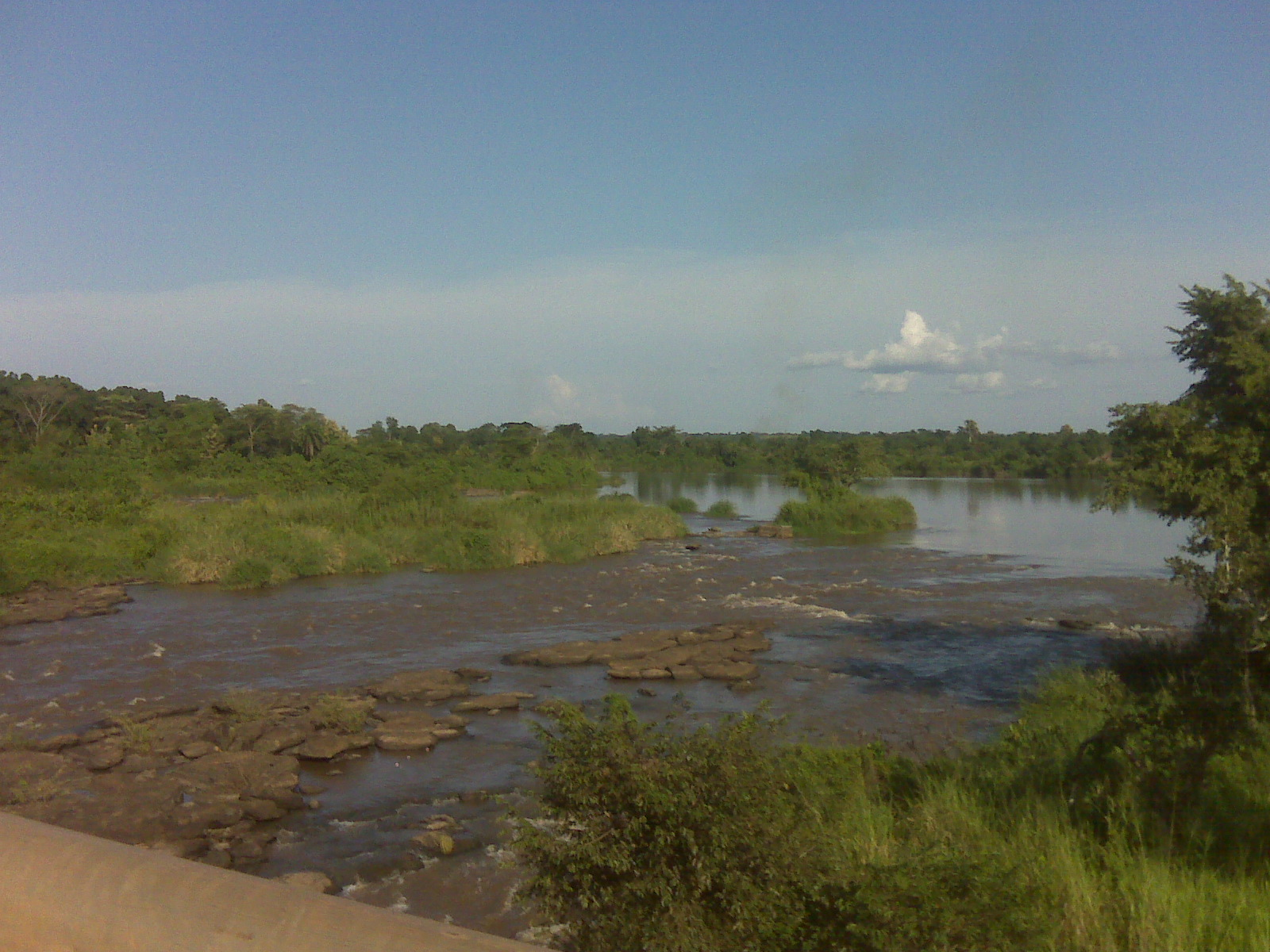
Vue de la rivière Dungu

## Administration
Chef-lieu territorial de 15 815 électeurs recensés en 2018, la localité a le statut de commune rurale de moins de 80 000 électeurs, elle compte 0 conseiller municipal en 2019.

## Population
En 2004, sa population a été estimée à plus de 23 000. La tribu zande ambomu est la principale,  la langue nationale est lingala utilisé comme langue véhiculaire et dans L’enseignement primaire, et les français qui est une langue utilisé dans l'enseignement secondaire,  la majorité des populations dans les capagnes parlent le pazande comme langue maternelle.
Le recensement date de 1984,.
| 1951   | 2004   | 2012   |
| ------ | ------ | ------ |
| 2 008. | 23 726 | 27 836 |